# Lindebeuf
Lindebeuf é uma comuna francesa na região administrativa da Normandia, no departamento de Sena Marítimo. Estende-se por uma área de 4,59 km². Em 2010 a comuna tinha 400 habitantes (densidade: 87,1 hab./km²).